# Kōdai Watanabe
Kōdai Watanabe (渡辺 広大?, Watanabe Kōdai; Chiba, 4 dicembre 1986) è un calciatore giapponese, difensore del Vonds Ichihara.